# 2016年ミュンヘン銃撃事件
2016年ミュンヘン銃撃事件は、2016年7月22日17時52分（GMT+2）に、ドイツ・ミュンヘンのモーザハ地区、オリンピア・ショッピング・モール付近において発生した2件の銃撃事件である。
これにより犯人を含む10人が死亡し、21人が負傷した。
銃撃は、ショッピングモールにほど近いマクドナルドから始まった。
現地当局によれば、犯人は18歳のイラン系ドイツ人で、単独の犯行であり、銃撃の後自殺している。